# 天堂河
天堂河是北京地区、廊坊地区的一条河流，永定河的支流。
发源于北京丰台区南天堂，为永定河河堤透水形成。原为北运河支流，1960年为确保京山铁路落垡铁路桥安全改线入永定河。全长36.7公里。1979、1984和1994年发生过暴雨洪水。
2015年因北京新机场建设启动改道工程绕开机场建设区。同年北京市大兴区水务局发布公告将天堂河更名为“永兴河”。
北京市天堂河劳动教养管理所因此河而得名。